# Trapa natans
La castaña de agua (Trapa natans) es una especie de planta de la familia Lythraceae.
Recibe el nombre de castaña de agua cualquiera de las dos especies del género Trapa: T. natans y T. bicornis. Ambas especies de plantas acuáticas van creciendo en el agua lentamente hasta unos cinco metros de profundidad, y son originarias de las partes templadas de Eurasia y África. Producen unas frutas adornadas, similares a la cabeza de un toro, y cada cabeza contiene una sola semilla almidonada. Han sido cultivadas en China desde hace al menos 3000 años por estas semillas, que hierven y venden como bocado ocasional.

## Etimología
El nombre genérico Trapa proviene de la palabra latina "calcitrappa", que significa "cardo". El nombre chino es 菱角 ("língjiǎo").
Esta planta no debería ser confundida con el Eleocharis dulcis, también conocido como la castaña de agua, una planta acuática que también se utilizó de alimento desde épocas antiguas en China. E. dulcis es una juncia cuyos bulbos crujientes-descarnados son comunes en el alimento de China de estilo occidental.

## Biología
El tallo sumergido del T. natans alcanza 12 a 15 pies (3.6 a 4.5 m) de largo, anclada en el fango por raíces muy finas. Tiene dos tipos de hojas finas divididas, hojas parecidas a una pluma sumergida nacidas a lo largo del tallo, y hojas no divididas flotantes nacidas en un rosetón en la superficie del agua. 
Las hojas flotantes tienen bordes serrados y son ovoides o triangulares, miden de 2-3 cm de largo, inflados sobre los pétalos de 5-9 cm de largo que proporcionan la animación añadida para la parte frondosa.
Las flores, con cuatro-pétalos blancos, se forman a principios del verano y son polinizadas por insectos. La fruta es una nuez de 0.5 hasta 1 cm, con espinas. Las semillas pueden permanecer sin germinar hasta 12 años, aunque la mayoría germina dentro de los dos primeros años.
La planta se extiende por el rosetón y las frutas separadas del tallo flotan a otras áreas o se adhieren a objetos, pájaros y otros animales.

## Historia  y usos
Las investigaciones históricas de material arqueológico del sur de Alemania indican que la población prehistórica de aquella región pudo haber utilizado castañas salvajes de agua para complementar su dieta normal y, en los periodos de malas cosechas, este fruto seco pudo haber sido el componente principal de su dieta.
En la dinastía Zhou de la China, las castañas de agua eran un alimento importante en ceremonias religiosas. Los ritos Zhou (en el siglo II a. C.) señalan que un devoto "debería usar una cesta de bambú que contiene castañas de agua secas, semillas de gorgona euryale y castañas". El Resumen o Sumario de Medicina china (Herbario) publicado en 1694, escrito por Wang Ang, indica que la castaña de agua ayuda en casos de fiebre y de ebriedad. 
Era posible comprar castañas de agua en mercados por todas partes de Europa hasta 1880. 
En muchos sitios, las castañas de agua de Europa eran usadas en la dieta humana hasta el principio del siglo XX. Hoy, sin embargo, es una planta rara. Puede haber varios motivos de su cuasi extinción como fluctuaciones de clima, cambios del contenido nutritivo de cuerpos de agua y el drenaje de muchos pantanos, charcos y ríos.
En España esta considera planta extinguida, por Resolución de 1 de agosto de 2018, de la Secretaría de Estado de Medio Ambiente, por la que se publica el Acuerdo de la Conferencia Sectorial de Medio Ambiente en relación con el Listado de especies extinguidas en todo el medio natural español. BOE Nº 195, lunes 13 de agosto de 2018.
Fue introducida en Norteamérica alrededor de 1874, donde se ha hecho una especie invasiva de Vermón a Virginia.
En Australia, y su estado de Nueva Gales del Sur la castaña de agua ha sido declarada como una plaga nociva.
En Estados Unidos también es considerada como hierba nociva en Florida, Carolina del Norte y Washington.

## Sinonimia
| - Trapa acornis Nakano - Trapa amurensis Flerow - Trapa arcuata S.H.Li & Y.L.Chang - Trapa bicornis Osbeck - Trapa bispinosa Roxb. - Trapa chinensis Lour. - Trapa cochinchinensis Lour. - Trapa dimorphocarpa Z.S.Diao - Trapa japonica Flerow - Trapa jeholensis Nakai - Trapa korshinskyi V.N.Vassil. | - Trapa litwinowii V.N. Vassil. - Trapa manshurica Flerow - Trapa potaninii V.N. Vassil. - Trapa pseudoincisa Nakai - Trapa quadrispinosa Roxb. - Trapa saissanica (Flerow) V.N. Vassil. - Trapa sibirica Flerow - Trapa taiwanensis Nakai - Trapa tranzschelii V.N. Vassil. - Trapa tuberculifera V.N. Vassil. |

## Nombres comunes
- abrojo acuático, castaña de agua, nuez de agua.[2]